# Joe DeLoach
Joseph Nathaniel DeLoach, detto Joe (Bay City, 5 giugno 1967), è un ex velocista statunitense, campione olimpico nei 200 metri piani a Seul 1988.

## Biografia
Cresciuto in una famiglia con un fratello e undici sorelle, da ragazzo aspirava a diventare un giocatore di football americano, ma poi si dedicò alla corsa veloce.
Durante la sua breve carriera DeLoach partecipò ad una sola edizione dei Giochi olimpici, quella di Seul 1988, dove vinse a sorpresa la gara dei 200 m piani battendo il favorito Carl Lewis, suo connazionale e compagno di squadra al Santa Monica Track Club, con l'ottimo tempo di 19"75, nuovo record olimpico, spingendosi a soli tre centesimi dall'allora record mondiale di Pietro Mennea. Per Lewis, giunto secondo con 19"79, delle sette finali olimpiche individuali disputate in carriera questa fu l'unica in cui risultò sconfitto.
Dopo il successo olimpico non riuscì a confermarsi con prestazioni di alto livello. Si ritirò dall'attività agonistica dopo aver mancato la qualificazione ai Giochi olimpici del 1992 a causa di un infortunio.

## Palmarès
| Anno | Manifestazione  | Sede | Evento      | Risultato | Prestazione | Note            |
| ---- | --------------- | ---- | ----------- | --------- | ----------- | --------------- |
| 1988 | Giochi olimpici | Seul | 200 m piani | Oro       | 19"75       | Record olimpico |